# Kociołek (jezioro koło wsi Rekownica)
Kociołek – jezioro w Polsce, położone na południowy wschód od wsi Jedwabno w województwie warmińsko-mazurskim, w powiecie szczycieńskim, w gminie Jedwabno.

## Opis jeziora
Owalne, hydrologicznie zamknięte jeziorko położone wśród lasów, blisko Głęboczka. Brzeg wschodni i południowy płaskie, las jest na nich podmokły. Inne brzegi pagórkowate. Kociołek jest jeziorem wytopiskowym, o stosunkowo czystej wodzie. Jest dość głęboki.

## Piduń-Rekownica
Jezioro leży obok grupy jezior zgrupowanych w okolicy wsi Rekownica – Piduń. Grupa tych jezior jest wzajemnie połączona i tworzy strugę Rekownica, która jest lewym dopływem Omulwi. Jeziora leżą przy drodze wojewódzkiej nr 508, łączącej Jedwabno i Wielbark. Grupa tych jezior znajduje się w odległości ok. 12 km od Szczytna, licząc w linii prostej. Opisywane jezioro jednak się z nimi nie łączy.